# Station Helmond
Station Helmond is een spoorwegstation in de Nederlandse stad Helmond in de provincie Noord-Brabant. Het station is gelegen aan staatslijn E, op het traject tussen Eindhoven en Venlo. Het is het belangrijkste station in Helmond, waar ook een intercity stopt.

## Geschiedenis

### Eerste stationsgebouw
Het eerste stationsgebouw stamt uit 1864 en was op 1 oktober 1866 geopend. Het station was een Waterstaatstation van de vierde klasse en was een van de vijftien stations die ooit in deze klasse was gebouwd. Het gebouw was ontworpen door de ingenieur Karel Hendrik van Brederode en was bestemd voor minder grote plaatsen. Het gebouw was hoog en rechthoekig met een puntgevel in het middendeel.
Reeds in 1876 kwam de eerste verbouwing. Aan allebei de kanten werd een lange vleugel bijgebouwd. In 1911 werd een van de vleugels verlengd, zodat deze 3 keer zo lang werd.

### Tweede stationsgebouw
In 1987 werd een nieuw station gebouwd van de architect Paul Corbey. Dit station heeft een dragend skelet, waar men inbouwpakketten in kon aanbrengen. Men kwam vanuit het stationsgebouw als eerste terecht op perron 1. Om naar het eilandperron bij spoor 2 te lopen moest men gebruikmaken van een oversteek die bedoeld was voor voetgangers. Met de bouw van het tot nu nieuwste station (2013) is deze overweg verwijderd. In het station waren onder meer een reizigerskiosk, bloemenzaak en een Hermes loket gevestigd. Het station is in september 2012 gesloopt om plaats te maken voor een nieuw station.

### Derde stationsgebouw
In de periode van 2013 tot februari 2014 is er een nieuw station gebouwd als een onderdeel van het nieuwe stationsplan genaamd Spoorzone. Het eerste perron van het station is iets meer naar het westen verplaatst ten opzichte van de situatie uit 1987. De beide perrons zijn bereikbaar gemaakt door middel van twee liften en door trappen. Zodoende is de overweg naar het eilandperron bij spoor 2 verwijderd. Het aantal sporen werd teruggebracht naar 3. Het station werd voorzien van een onderdoorgang genaamd Nelson Mandela voor gemotoriseerd en niet gemotoriseerd verkeer. Het station heeft drie commerciële ruimtes, waar een reizigerskiosk, broodjeszaak en een bloemenwinkel gevestigd zijn. De reizigerskiosk en de bloemenwinkel zijn teruggekeerd, zij waren ook gevestigd in het stationsgebouw van 1987. De onderdoorgang verbindt de wijk Suytkade en het centrum van Helmond met elkaar. Aan de noordzijde van het station komt een nieuw busstation en een fietsenstalling die plaats biedt aan zo'n 2000 fietsen. Het station is ondanks de vernieuwing pas enkele maanden later voorzien van toegangspoortjes met het OV-chipkaartprogramma. In totaal werd 30 miljoen euro geïnvesteerd in het nieuwe station.
Het nieuwe station werd in verschillende fasen geopend; op 9 februari 2014 vond de opening van het nieuwe stationsgebouw, fietsenstalling en voetgangers- en fietsbrug plaats, twee maanden later, op 7 april 2014 werd het busstation en de perronoverkappingen geopend en als laatste volgde op 8 april 2014 de opening van de onderdoorgang onder het spoor genaamd Nelson Mandela. Op 5 juni 2014 was de officiële opening met medewerking van Hans Klok, hij opende ook het kunstwerk van Hello Future.
In de zomer van 2024 is het derde spoor, waar geen perron aan lag, afgebroken.

## Ligging
Het station ligt aan het Stationsplein in Helmond, dicht bij het centrum. Aan het plein ligt onder andere ook een voormalig pand van de Belastingdienst en het voormalige kantoor van het UWV, het pand staat nu leeg. Het centrum van Helmond is op loopafstand bereikbaar. Aan de westzijde van het stationsgebouw is een gratis bewaakte fietsenstalling aanwezig. Verder is er een door Q-Park beheerde parkeerplaats aan de noordoostzijde van het spoor, achter het voormalige gebouw van de Belastingdienst.

## Vervoer
Op station Helmond stopt 2 keer per uur een intercitytrein, zowel in de richting van Eindhoven Centraal - Utrecht Centraal - Schiphol Airport (na 21:00 uur tot Eindhoven) als in de richting van Venlo. Ook stoppen er twee keer per uur sprinters zowel in de richting Eindhoven - 's Hertogenbosch als in de richting van Deurne. Bij het station ligt een busstation, het centrale knooppunt van stads- en streekvervoer in Helmond. Alle stads- en streekbussen in Helmond stoppen op het busstation. Het busstation is tussen eind 2013 en begin 2014 vernieuwd. Op 7 april 2014 in de middag stopten de eerste bussen op het vernieuwde busstation.
Treinseries die stoppen in Helmond tijdens de dienstregeling 2025:
| Serie | Treinsoort     | Route | Bijzonderheden |
| ----- | -------------- | --- | --- |
| 3500  | Intercity (NS) | Dordrecht – Rotterdam Centraal – Schiedam Centrum – Delft – Den Haag HS – Leiden Centraal – Schiphol Airport – Amsterdam Zuid – Utrecht Centraal – 's-Hertogenbosch – Eindhoven Centraal – Helmond – Venlo | Rijdt na circa 22:30, op zaterdagochtend tot circa 9:00 en op zondagochtend tot circa 10:00 niet tussen Dordrecht en Utrecht Centraal v.v.               |
| 4400  | Sprinter (NS)  | Oss – 's-Hertogenbosch – Eindhoven Centraal – Helmond – Deurne | Rijdt in de ochtendspits van maandag t/m donderdag twee ritten van/naar Oss, waarbij richting Oss non-stop wordt gereden tussen 's-Hertogenbosch en Oss. |
| 14400 | Sprinter (NS)  | Eindhoven Centraal – Helmond – Deurne | Rijdt alleen op woensdag- en donderdagavond na 23:00 als vervanging van sprinter 4400 en alleen richting Deurne.                                         |

## Afbeeldingen

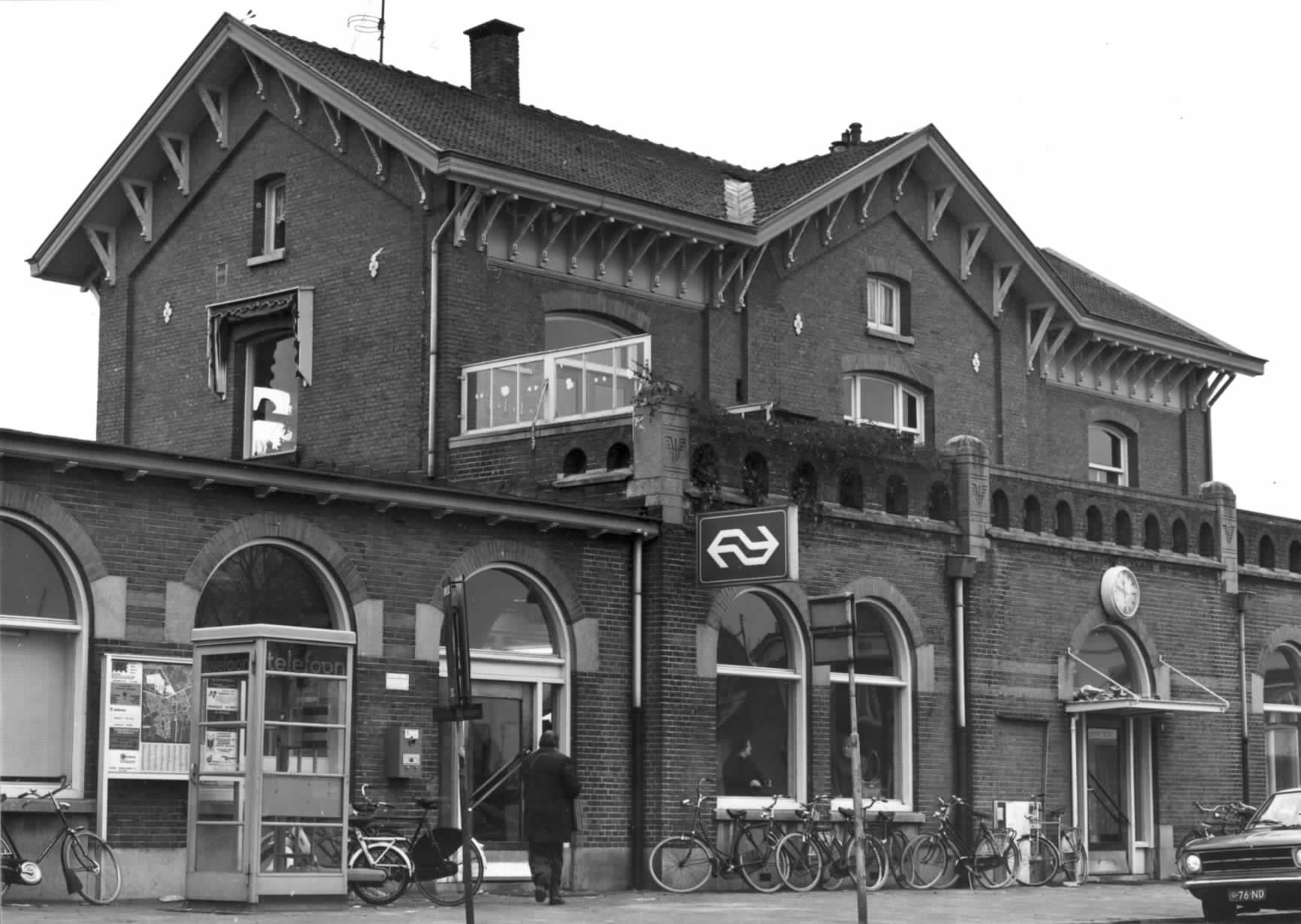
Het eerste station in 1977
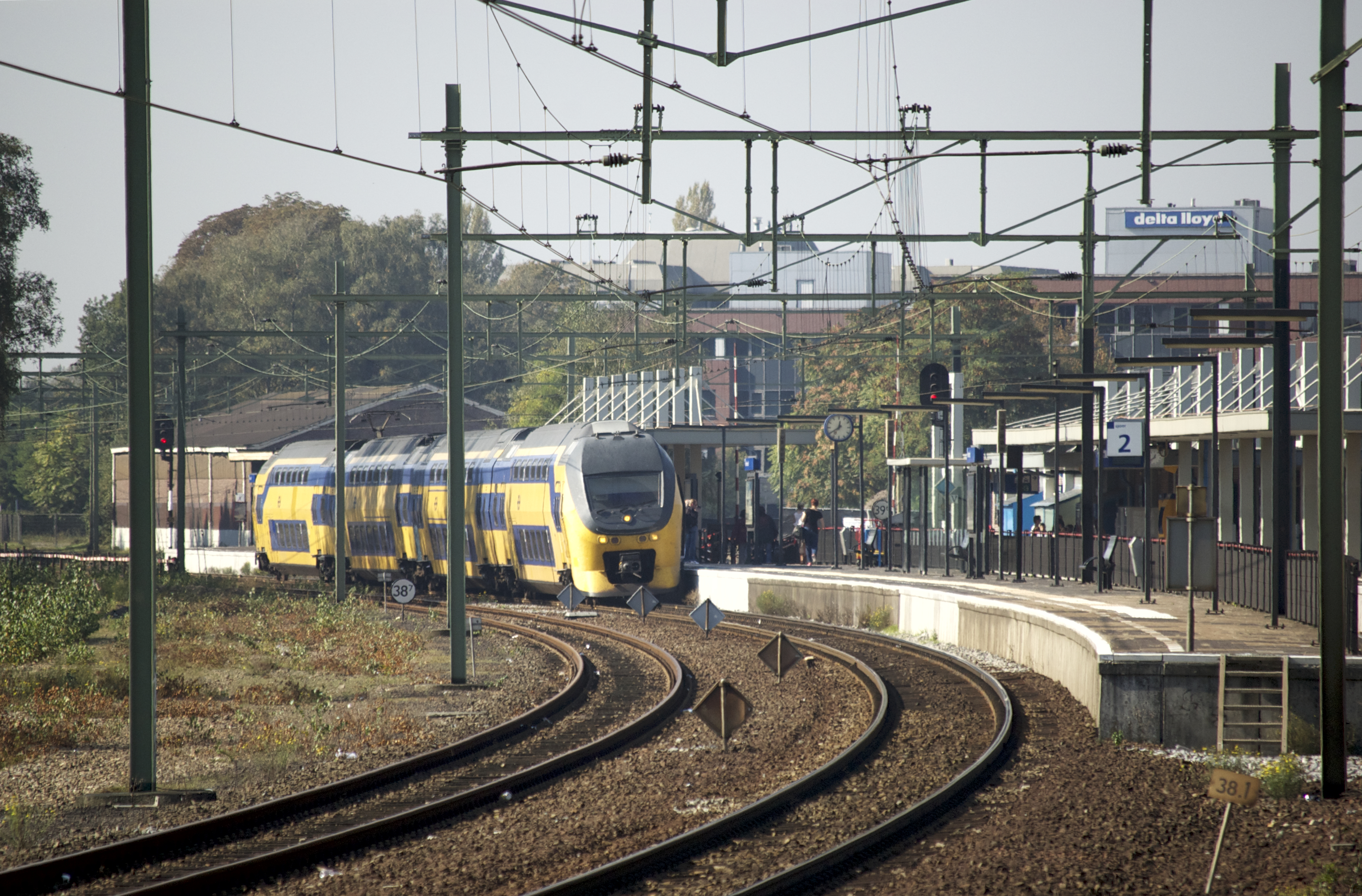
Het tweede station in 2011
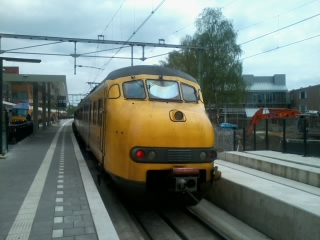
Plan V treinstel te station Helmond (westzijde station)
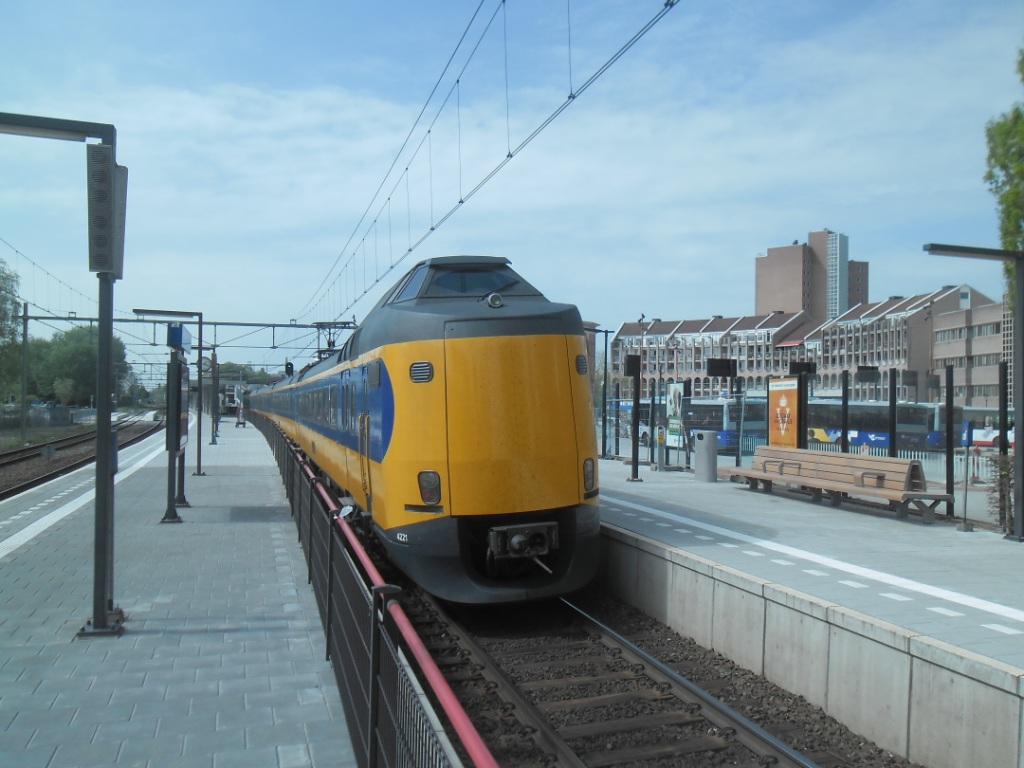
Koploper 4221 te station Helmond (oostzijde station)
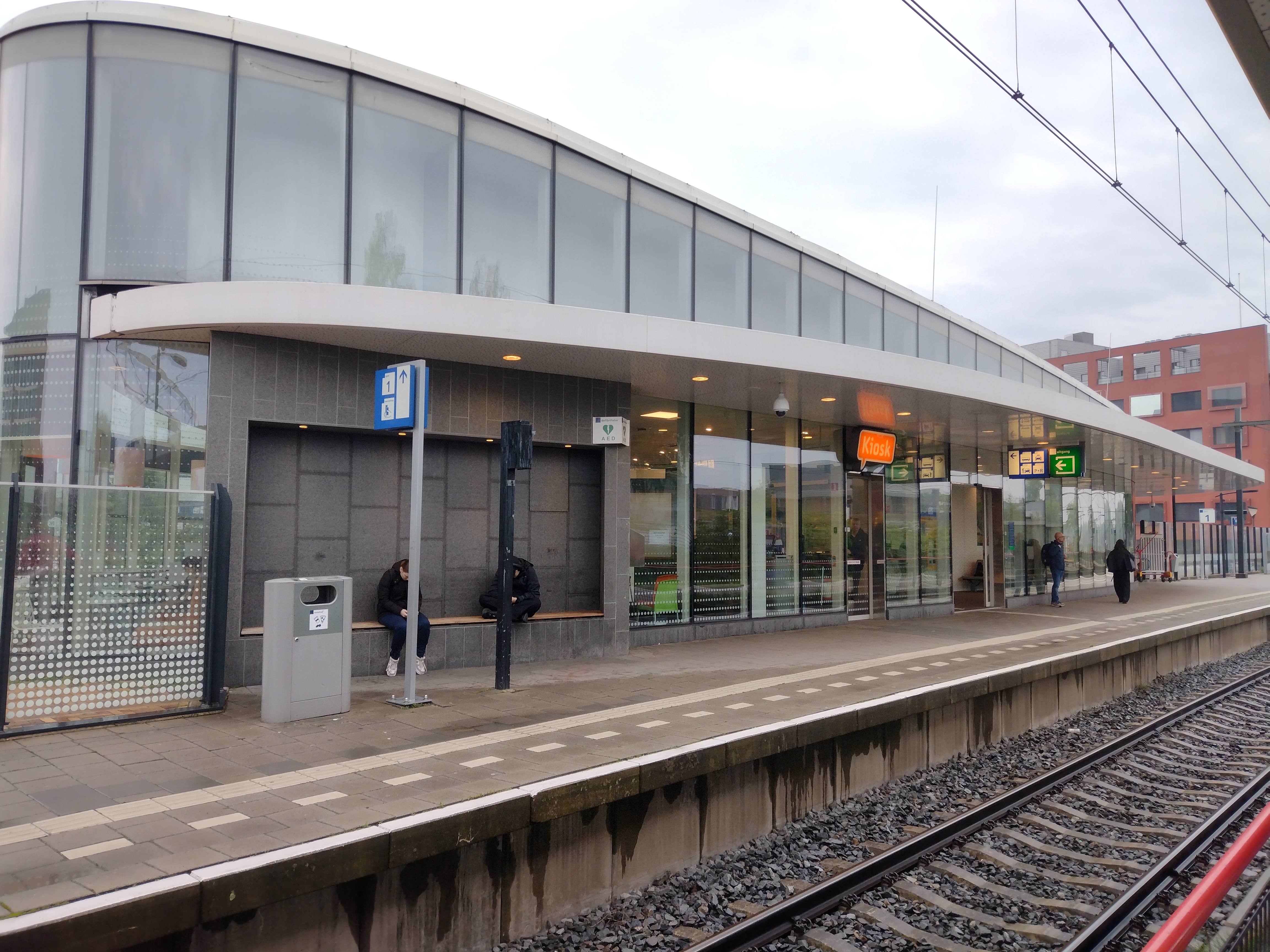
Perron voor spoor 1
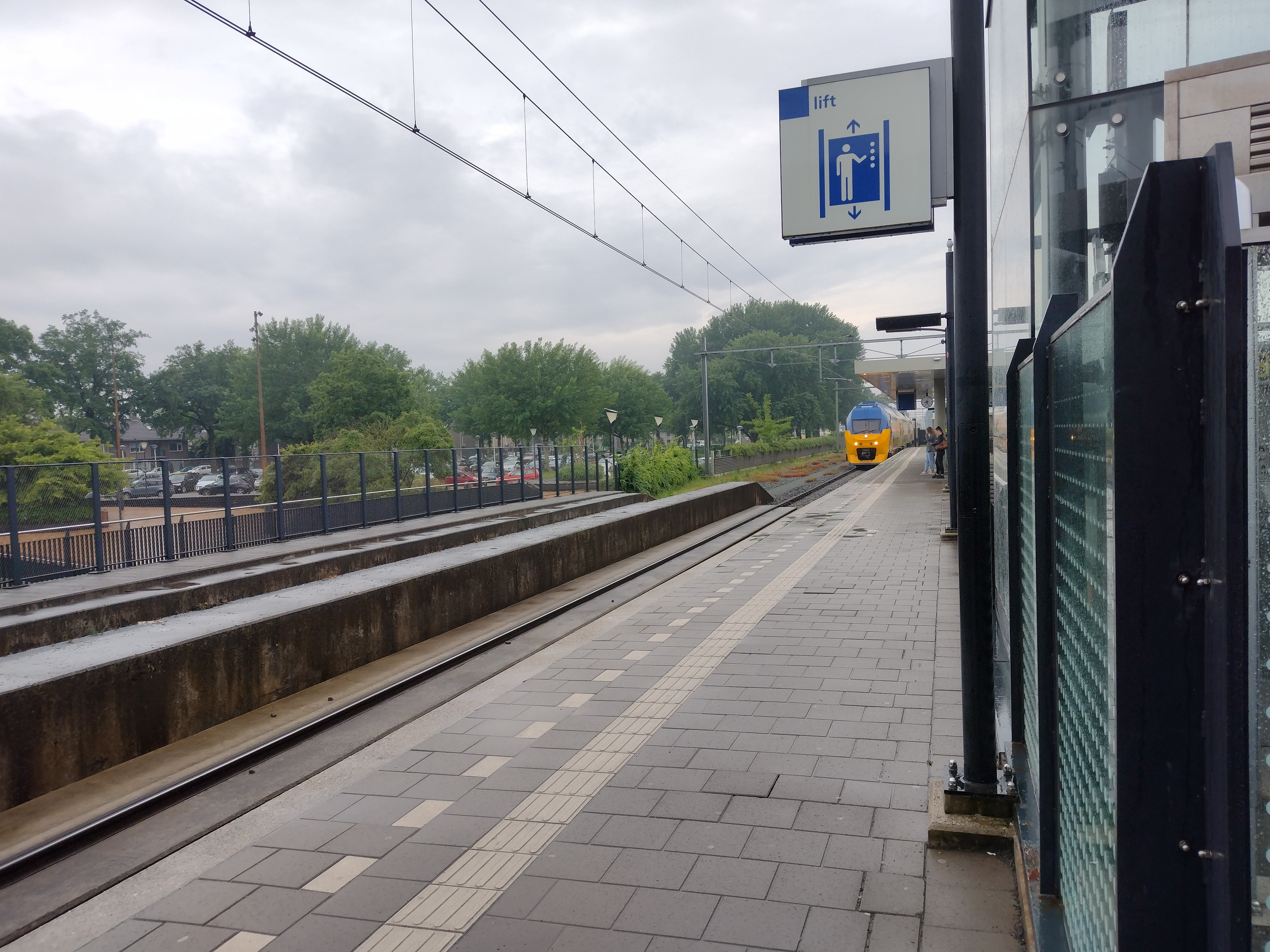
Gemoderniseerde VIRM arriveert op het station

## Ontwikkeling aantal reizigers
Het aantal door NS vervoerde reizigers (per gemiddelde werkdag) ontwikkelde zich sedert 2019 als volgt:
| Jaar | Aantal reizigers |
| ---- | ---------------- |
| 2019 | 7.864            |
| 2020 | 3.915            |
| 2021 | 4.479            |
| 2022 | 5.921            |
| 2023 | 6.758            |
| 2024 | 6.474            |

Bergen op Zoom · 
Best · 
Boxmeer · 
Boxtel · 
Breda · 
-Prinsenbeek · 
Cuijk · 
Deurne · 
Eindhoven:
-Centraal · 
-Stadion · 
-Strijp-S ·
Etten-Leur · 
Geldrop · 
Gilze-Rijen · 
Heeze · 
Helmond · 
-Brandevoort ·
-Brouwhuis · 
-'t Hout · 
's-Hertogenbosch · 
-Oost · 
Lage Zwaluwe · 
Maarheeze · 
Oisterwijk · 
Oss ·
-West · 
Oudenbosch · 
Ravenstein · 
Roosendaal · 
Rosmalen · 
Tilburg · 
-Reeshof · 
-Universiteit · 
Vierlingsbeek · 
Vught · 
Zevenbergen
Voormalige stations: zie de lijst van voormalige spoorwegstations in Noord-Brabant